# Midilambia columbiana
Midilambia columbiana là một loài bướm đêm trong họ Crambidae.